# Championnats du monde de tir à l'arc 1991
Navigation
Édition précédente Édition suivante
Les championnats du monde de tir à l'arc 1991 sont une compétition sportive de tir à l'arc organisée en 1991 à Cracovie, en Pologne. Il s'agit de la 36e édition des championnats du monde de tir à l'arc.

## Événements

### Classique
| Event             | Or                                                      | Argent                                                                   | Bronze                                                 |
| ----------------- | ------------------------------------------------------- | ------------------------------------------------------------------------ | ------------------------------------------------------ |
| Homme individuel  | Simon Fairweather                                       | Wadim Szikariew                                                          | Chung Jae-hun                                          |
| Homme équipe      | Corée du Sud Yang Chang-hoon Chung Jae-hun Chun In-soo  | Union soviétique Wadim Szikariew Vladimir Iecheïev Stanislav Zabrodski   | États-Unis Edwin Eliason Richard McKinney Darrell Pace |
| Femme individulle | Kim Soo-nyung                                           | Lee Eun-kyung                                                            | Zehra Oktem                                            |
| Femme équipe      | Corée du Sud Lee Eun-kyung Kim Soo-nyung Cho Youn-jeong | Union soviétique Ludmila Arzannikova Natalia Valeeva Mahluhanim Murzaeva | Suède Petra Ericsson Jenny Sjowall Christa Backman     |